# Richard Tom
Richard Wah Sung "Rich" Tom, född 8 november 1920 i Kanton, död 20 februari 2007 i Aina Haina i Hawaii, var en amerikansk tyngdlyftare.
Tom blev olympisk bronsmedaljör i 56-kilosklassen i tyngdlyftning vid sommarspelen 1948 i London.